# Landwasser
La Landwasser è un fiume del Canton Grigioni, in Svizzera, che nasce dal Lago di Davos (coordinate 46.816332°N 9.848127°E) e si immette da sinistra nel fiume Albula a valle di Filisur (coordinate 46.669333°N 9.662009°E), il quale a sua volta si congiunge con il Reno posteriore. Attraversa i comuni di Davos, Bergün Filisur, Schmitten e Albula. È famoso il Viadotto Landwasser della Ferrovia Retica che, assieme al Viadotto Wiesener, attraversa le gole create da questo corso d'acqua.

## Produzione elettricità
Il fiume viene utilizzato dalla società Albula-Landwasser Kraftwerke per produrre energia elettrica.

## Affluenti
- Dorfbach
- Dischmabach (coordinate 46.786544°N 9.86701°E)
- Flüelabach (coordinate 46.797217°N 9.900656°E)
- Albertibach (coordinate 46.797195°N 9.801564°E)
- Sertigbach